# Anna Chęćka-Gotkowicz
Anna Chęćka-Gotkowicz (ur. 21 lutego 1975 w Lęborku) – doktor habilitowana nauk humanistycznych (estetyka i filozofia muzyki), pianistka, literatka, pedagog, adiunkt w Instytucie Filozofii, Socjologii i Dziennikarstwa – Zakładzie Estetyki i Filozofii Sztuki Uniwersytetu Gdańskiego.

## Wykształcenie muzyczne
Naukę gry na fortepianie rozpoczęła w Państwowej Szkole Muzycznej I st. w Wejherowie, by ją kontynuować w klasie Waldemara Wojtala w Szkole Muzycznej II st. im. Fryderyka Chopina w Gdańsku-Wrzeszczu, którą ukończyła z wyróżnieniem w 1993. Studia pianistyczne kontynuowała w Akademii Muzycznej im. Stanisława Moniuszki w Gdańsku w klasie Waldemara Wojtala, którą ukończyła z wyróżnieniem w 1998. W latach 1998–99, jako stypendystka Rządu Francuskiego, przebywała w Paryżu, gdzie doskonaliła swoje umiejętności pianistyczne pod kierunkiem Bernarda Ringeissena.
Jest laureatką II nagrody na XIII Ogólnopolskim Konkursie Pianistycznym w Koninie (1990), II nagrody na Międzynarodowym Konkursie Pianistycznym, Ragusa Ibla (1993) oraz laureatką Ogólnopolskiego Konkursu na stypendia artystyczne TiFC, Warszawa (1994).

## Działalność naukowa
W 2005 na Wydziale Filozofii i Socjologii Uniwersytetu Marii Curie-Skłodowskiej w Lublinie uzyskała stopień doktora nauk humanistycznych w zakresie filozofii, specjalność: estetyka za pracę pt. „Wartościowanie muzyki. Z zagadnień metakrytyki wykonania utworu muzycznego”. Obecnie jest adiunktką w Instytucie Filozofii, Socjologii i Dziennikarstwa - Zakład Estetyki i Filozofii Sztuki Uniwersytetu Gdańskiego, gdzie zajmuje się estetyką muzyczną, filozofią sztuki oraz związkami między literaturą i muzyką. Uczestniczyła w licznych konferencjach naukowych: m.in. w konferencji Koła teoretyków Literatury Uniwersytetu Gdańskiego „Chopinowskie Rezonanse”, gdzie wygłosiła referat pt. „Niewinne słuchanie Chopina, czyli o tym, czego wykonawca może się nauczyć od melomana”. Natomiast na Ogólnopolskiej Konferencji Literackiej zorganizowanej przez Stowarzyszenie Pisarzy Polskich oraz Nadbałtyckim Centrum Kultury w Gdańsku pt. "Koniec" przedstawiła pracę pt. "Da capo al fine".
W 2014 otrzymała na UMCS habilitację z filozofii za rozprawę Ucho i umysł. Szkice o doświadczaniu muzyki. Obecnie zatrudniona na stanowisku profesora nadzwyczajnego. Jest autorką przekładów tekstów filozoficznych i literackich z angielskiego i francuskiego.

## Inna działalność
Jest nauczycielem w Szkole Muzycznej II st. im. Fryderyka Chopina w Gdańsku-Wrzeszczu, gdzie prowadzi klasę fortepianu.

## Publikacje
Książki:
- Dusza, wyd. Stowarzyszenie Pisarzy Polskich, 2002, seria: Punkt po Punkcie
- Dysonanse krytyki. O ocenie wykonania dzieła muzycznego, Gdańsk, 2008, słowo/obraz terytoria[6]
  - Nagrody: Rektora UG oraz Gdańskiego Towarzystwa Naukowego[5]
- Grzech (praca zbiorowa)[7], wyd. słowo/obraz terytoria, Gdańsk, 2008, seria: Punkt po Punkcie. Rozdział – Grzeszne oko i bezgrzeszne ucho: „Tezy o bezgrzeszności muzyki”.
- Ucho i umysł: szkice o doświadczaniu muzyki, wyd. słowo/obraz terytoria, Gdańsk, 2012.